# Іван Момот (козацький полковник)
Іва́н Юхи́мович Момот (Єфименко) (пом. після 1693) — київський полковник (1668—1669), наказний переяславський полковник (1669, 1693).

## Походження
Народився в родині реєстрових козаків Переяславського полку. За версією історика В. Заруби, місце народження — містечко Баришівка. Згадані у Реєстрі 1649 козаки Переяславського полку Семен, Симон і Тиміш Момоти могли бути дядьками Івана.

## Життєпис
Був учасником Визвольної війни Б. Хмельницького. Станом на 1649 рік — реєстровий козак Третьої Переяславської полкової сотні.
У жовтні 1660 обраний полковим суддею на полковій раді у Переяславі, де полковником обрали Якима Сомка. Входив до близького оточення Сомка на початку його наказного гетьманства. Проте вже у січні 1661 суддівський уряд перейшов до Дмитра Святухи. Вдруге обійняв посаду полкового судді у 1664 році — вже під час гетьманування Івана Брюховецького.
26 червня 1665 продав двір у Переяславі майбутньому війту Івану Окуленку (Туровцю) за 1000 злотих. Станом на 1666 рік був полковим обозним. На полковій раді 28 липня обраний полковим осавулом, став одним із керівників повстання проти московських воєвод і гетьмана Брюховецького. Після поразки виступу у серпні втік на Правобережжя, поступив на службу до гетьмана Петра Дорошенка.
Служив у військовому товаристві, виконував гетьманські доручення. 1667 їздив послом П. Дорошенка до кримського хана. У червні 1668, після обрання Дорошенка гетьманом «обох сторін Дніпра», призначений київським полковником замість Василя Дворецького, керував облогою московського гарнізону в Острі. У січні 1669 призначений Дорошенком наказним переяславським полковником на противагу Дмитрашку-Райчі, який підтримав «запорозького гетьмана» Суховія.
У березні 1669 перейшов на бік Дем'яна Ігнатовича, взяв участь у Глухівській раді, підписав Глухівські статті з московським урядом. У вересні керував Переяславським полком у битві під Новою Греблею поблизу Ромен, де військо Ігнатовича розбило корпус дорошенківського наказного гетьмана Якова Корицького. На наступні кілька років Іван Момот зникає з документів.
1674 року знову згадується як військовий товариш у гетьмана Дорошенка. У грудні їздив з посольством у Брацлав, куди вступили війська Речі Посполитої, просив прислати комісарів для перемов з гетьманом. Після капітуляції Дорошенка у 1676 повернувся на Переяславщину. Дістав чин значного військового товариша. У січні 1683 брав участь у суді над колишнім полковником Дмитрашком-Райчею, звинуваченим у підготовці змови проти гетьмана Івана Самойловича.
До кінця життя входив до прошарку полкової еліти. У вересні 1688 був наказним полковим суддею. У жовтні 1693 — наказним полковником від Івана Мировича. Мав значні маєтності у Переяславському полку: володів селами Бубнівська Слобідка у Бубнівській сотні, Положаями, Панфилами, Сосновою, Ташанню у Яготинській сотні. Помер у 1690-х роках у Переяславі.

## Родина
Був одружений з донькою канівського полковника Івана Гурського.
- Син Григорій — яготинський сотник Переяславського полку (1690-1691);
- Донька невідомого імені — дружина значкового товариша Переяславського полку Дмитра Пирога[1].